# Liste des joueurs ayant pratiqué le rugby à XIII et le rugby à XV
Cet article donne la liste des joueurs ayant pratiqué le rugby à XIII et le rugby à XV. Leur nombre a considérablement augmenté depuis l'introduction du professionnalisme dans le rugby à XV en 1995 (sauf indication contraire).

## Angleterre
| 1.  | Anthony Starks    | Angleterre (XV) 1896-1896 Angleterre (XIII) 1904-1904                                                                         |
| 2.  | George Marsden    | Angleterre (XV) 1900-1900 Angleterre (XIII) 1905-1905                                                                         |
| 3.  | Alf Wood          | Angleterre (XV) 1908-1908 Angleterre (XIII) 1911-1914 Grande-Bretagne (XIII) 1911-1914                                        |
| 4.  | Tommy Woods       | Angleterre (XV) 1908-1908 Angleterre (XIII) 1911-1913 Grande-Bretagne (XIII) 1911-1912                                        |
| 5.  | Frank Boylen      | Angleterre (XV) 1908-1908 Angleterre (XIII) 1909-1910 Grande-Bretagne (XIII) 1909-1909                                        |
| 6.  | Dave Holland      | Angleterre (XV) 1912-1912 Grande-Bretagne (XIII) 1914-1914                                                                    |
| 7.  | Jim Brough        | Angleterre (XV) 1925-1925 Angleterre (XIII) 1926-1936 Grande-Bretagne (XIII) 1928-1936                                        |
| 8.  | Tom Holliday      | Angleterre (XV) 1923-1926 Angleterre (XIII) 1928-1928                                                                         |
| 9.  | Tom Danby         | Angleterre (XV) 1949-1949 Angleterre (XIII) 1950-1950 Grande-Bretagne (XIII) 1950-1950                                        |
| 10. | Ray French        | Angleterre (XV) 1961-1961 Grande-Bretagne (XIII) 1968-1968                                                                    |
| 11. | Bev Risman        | Angleterre (XV) 1959-1961 Lions britanniques (XV) 1959-1969 Grande-Bretagne (XIII) 1968-1968                                  |
| 12. | Keith Fielding    | Angleterre (XV) 1969-1972 Angleterre (XIII) 1975-1975 Grande-Bretagne (XIII) 1974-1977                                        |
| 13. | Mike Coulman      | Angleterre (XV) 1967-1968 Lions britanniques (XV) 1968-1968 Grande-Bretagne (XIII) 1975-1977 Grande-Bretagne (XIII) 1971-1971 |
| 14. | Keith Smith       | Angleterre (XV) 1974-1975 Angleterre (XIII) 1979-1979                                                                         |
| 15. | Peter Williams    | Angleterre (XV) 1987-1987 Grande-Bretagne (XIII) 1989-1989 Pays de Galles(XIII) 1992-1992                                     |
| 16. | John Bentley      | Angleterre (XV) 1988-1997 Lions britanniques (XV) 1997-1997 Angleterre (XIII) 1995-1996 Grande-Bretagne (XIII) 1992-1994      |
| 17. | Barrie-Jon Mather | Grande-Bretagne (XIII) 1994-1996 Grande-Bretagne (XIII) 1995-1995 Angleterre (XV) 1999-1999                                   |
| 16. | Jason Robinson    | Angleterre (XIII) 1993-1999 Grande-Bretagne (XIII) 1993-1999 Angleterre (XV) 2001-2007 Lions britanniques (XV) 2001-2005      |
| 17. | Andy Farrell      | Angleterre (XIII) 1995-2001 Grande-Bretagne (XIII) 1993-2004 Angleterre (XV) 2007-2007                                        |
| 18. | Chris Ashton      | Angleterre (XIII) 2006-2006 Angleterre (XV) 2010-2019                                                                         |
| 19. | Kyle Eastmond     | Angleterre (XIII) 2009-2009 Angleterre (XV) 2013-2014                                                                         |
| 20. | Joel Tomkins      | Angleterre (XIII) 2010-2014 Angleterre (XV) 2013-2013                                                                         |
| 21. | Sam Burgess       | Angleterre (XIII) 2008-2019 Grande-Bretagne (XIII) 2007-2007 Angleterre (XV) 2015-2015                                        |

## Australie
- David Campese  Australie (formé à XIII passé à XV avant la vingtaine)
- Ryan Cross  Australie
- Israel Folau  Australie (Dragons Catalans-2020) puis  Tonga
- Marika Koroibete  Australie
- Claud O'Donnell  Australie
- Mat Rogers  Australie (retour à XIII en 2007)
- Wendell Sailor  Australie
- Timana Tahu  Australie
- Joe Tomane  Australie
- Lote Tuqiri  Australie
- Andrew Walker  Australie

## Écosse
- Alan Tait  Écosse

## États-Unis
- David Niu  États-Unis

## France
| 1.  | Robert Samatan      | France (XV) 1930-1931 France (XIII) 1934-1937 |
| 2.  | Antonin Barbazanges | France (XV) 1932-1933 France (XIII) 1934-1935 |
| 3.  | Jean Galia          | France (XV) 1927-1931 France (XIII) 1934-1936 |
| 4.  | Jean Duhau          | France (XV) 1928-1933 France (XIII) 1934-1935 |
| 5.  | Charles Petit       | France (XV) 1931-1931 France (XIII) 1934-1939 |
| 6.  | Maurice Porra       | France (XV) 1931-1931 France (XIII) 1934-1937 |
| 7.  | Marius Guiral       | France (XV) 1931-1933 France (XIII) 1935-1938 |
| 8.  | André Cussac        | France (XV) 1934-1934 France (XIII) 1935-1938 |
| 9.  | Georges Caussarieu  | France (XV) 1928-1928 France (XIII) 1935-1936 |
| 10. | Max Rousié          | France (XV) 1931-1933 France (XIII) 1935-1939 |
| 11. | Roger Claudel       | France (XV) 1932-1934 France (XIII) 1935-1937 |
| 12. | Raoul Bonamy        | France (XV) 1928-1928 France (XIII) 1935-1935 |
| 13. | Joseph Griffard     | France (XV) 1932-1934 France (XIII) 1936-1938 |
| 14. | Eugène Chaud        | France (XV) 1932-1935 France (XIII) 1936-1938 |
| 15. | Sylvain Bès         | France (XV) 1931-1932 France (XIII) 1938-1938 |
| 16. | Jean Dauger         | France (XIII) 1938-1939 France (XV) 1945-1953 |
| 17. | Antoine Blain       | France (XV) 1934-1934 France (XIII) 1938-1939 |
| 18. | Joseph Desclaux     | France (XV) 1934-1945 France (XIII) 1939-1939 |
| 19. | Gaston Combes       | France (XV) 1945-1945 France (XIII) 1946-1947 |
| 20. | Marcel Volot        | France (XV) 1945-1946 France (XIII) 1947-1947 |
| 21. | Albert Kaemph       | France (XV) 1946-1946 France (XIII) 1948-1949 |
| 22. | Jacques Merquey     | France (XV) 1950-1950 France (XIII) 1951-1960 |
| 23. | René Bernard        | France (XV) 1951-1951 France (XIII) 1952-1956 |
| 24. | Pierre Lacaze       | France (XV) 1958-1959 France (XIII) 1959-1967 |
| 25. | Aldo Quaglio        | France (XV) 1957-1959 France (XIII) 1959-1963 |
| 26. | Jean Barthe         | France (XV) 1954-1959 France (XIII) 1959-1964 |
| 27. | Claude Mantoulan    | France (XV) 1959-1959 France (XIII) 1959-1972 |
| 28. | Hervé Larrue        | France (XV) 1960-1960 France (XIII) 1964-1964 |
| 29. | Henri Marracq       | France (XV) 1961-1961 France (XIII) 1963-1970 |
| 30. | Francis Mas         | France (XV) 1962-1963 France (XIII) 1964-1969 |
| 31. | Jean Capdouze       | France (XV) 1964-1965 France (XIII) 1967-1972 |
| 32. | Raymond Rébujent    | France (XV) 1963-1963 France (XIII) 1969-1969 |
| 33. | André Ruiz          | France (XV) 1968-1968 France (XIII) 1970-1977 |
| 34. | Jean-Marie Bonal    | France (XV) 1968-1970 France (XIII) 1971-1972 |
| 35. | Fabrice Estebanez   | France (XIII) 2001-2006 France (XV) 2010-2011 |

## Galles
- Allan Bateman  Pays de Galles
- Jonathan Davies  Pays de Galles
- Scott Gibbs  Pays de Galles
- Iestyn Harris  Pays de Galles
- Scott Quinnell  Pays de Galles

## Nouvelle-Zélande
- Frano Botica  Nouvelle-Zélande
- Mark Carter  Nouvelle-Zélande
- Bolla Francis  Nouvelle-Zélande et  Australie
- Shane Howarth  Nouvelle-Zélande et  Pays de Galles
- Craig Innes  Nouvelle-Zélande
- John Kirwan  Nouvelle-Zélande (passé 2 ans à XIII puis retour à XV)
- Ngani Laumape  Nouvelle-Zélande
- Jonah Lomu  Nouvelle-Zélande
- Va'aiga Tuigamala  Nouvelle-Zélande puis  Samoa
- Tana Umaga  Nouvelle-Zélande   (passé au XV à 19 ans, en 1992)
- Brad Thorn  Nouvelle-Zélande (nouveau passage à XIII entre 2004 et 2007 - Brisbane Broncos - puis signature à XV en 2007 - en faveur de la Tasman Rugby Union -)
- Roger Tuivasa-Sheck  Nouvelle-Zélande
- Sonny Bill Williams  Nouvelle-Zélande   (passé au XV entre 2008 et début 2013 puis retour en XIII en 2012)

## Russie
- Kirill Koulemine  Russie

## Samoa
- Laloa Milford  Samoa

## Tonga
- Solomone Kata  Tonga (2014-2019 à XIII et 2021- à XV) puis  Nouvelle-Zélande (2016 à XIII)